# Veia (erebídeos)
Veia (Arctiidae) é um gênero de traça pertencente à família Arctiidae.